# أينو كلاس
أينو كـَـلاّس (Aino Kallas؛ 2 أغسطس 1878 - 9 نوفمبر 1956) مؤلفة فنلندية إستونية بارزة. تعتبر قصصها القصيرة لتكون من بين أفضل القطع بالأدب الفنلندي. كما أن كـَـلاّس معروفة بقصة حبها مع الشاعر الأسطوري إينو لينو.
أينو ابنة يوليوس كروهن، وهو عالم فنلندي وفنوماني معروف على الصعيد الوطني، وأخت كآرلي كرون. وكان والدها أيضا أحد أوائل من نشروا الشعر المكتوب باللغة الفنلندية. وفي عام 1900 تزوجت أينو من اوسكار كلاس (مواليد 1868) وهو عالم الاستونية، ودكتور بالفولكلوري والدبلوماسي في وقت لاحق. عاش الزوجان في سانت بطرسبرغ ورُزقا بخمسة أبناء. في عام 1904 انتقلا إلى تارتو باستونيا. أصبحت أينو مهتمة بالتاريخ والثقافة في وطنها الجديد وانضمت نور بايفاليهت، وهي جمعية اجتماعية وثقافية نظمت حملة من أجل استقلال استونيا. على الرغم من أنها واصلت الكتابة باللغة الفنلندية، كتبت كثيرا حول مواضيع استونية.

## روابط خارجية
- أينو كلاس على موقع IMDb (الإنجليزية)
- أينو كلاس على موقع ميوزك برينز (الإنجليزية)
- أينو كلاس على موقع ديسكوغز (الإنجليزية)
- أينو كلاس على موقع قاعدة بيانات الفيلم (الإنجليزية)